# 飯坂真尋
飯坂真尋（いいざか　まひろ）は、温泉地をモチーフにした地域活性クロスメディアプロジェクト「温泉むすめ」に登場する架空のキャラクター。
福島県福島市の飯坂温泉がモチーフ。飯坂温泉特別観光大使。声優は今村彩夏(初代)、吉岡茉祐(2代目)、キャラクターデザインは有坂あこ。
実行委員会では「飯坂真尋ちゃん」または「真尋ちゃん」と呼ぶことを推奨している。

## 基本情報
飯坂けんか祭りに参加するくらい勇ましい性格で姉御肌なむすめ。基本的に万能型で、運動神経はとても高く、成績も優秀。空手の有段者であり、いつもどっしり構えていて大抵のことには動じない。ただし、風邪を引くと大げさなくらい弱気になる。
- 学年：高等部 2-A
- 部活動：空手部
- 誕生日：2月14日
- 星座：水瓶座
- 血液型：B型
- 身長：160cm
- 趣味：くだもの狩り
- 特技：和太鼓
- 好きなもの：飯坂ラーメン、円盤餃子、ラジウム玉子、インデアン
- 苦手なもの：風邪、細かい決まり事

## アルバイト
旅館、小売店、飲食店、ガソリンスタンド、サッカーチームなどで「アルバイトをしている」という設定で、様々な衣装のオリジナルイラストが作成されている。
他にも、猫耳バージョンや幼稚園児バージョンなど、職業と結びつかないオリジナルイラストも存在する。

## 実行委員会主催イベント
有志による「飯坂真尋ちゃんプロジェクト実行委員会」が組織されており、積極的にキャラクターコンテンツを活用した温泉地の活性化に取り組んでいる。
実行委員長は、吉川屋旅館七代目の畠正樹。事務局は、飯坂温泉観光協会。

### 熱湯スタンプラリー
2019年9月1日(日)～2020年2月28日(金)に実施された、スタンプラリー企画。
飯坂温泉の9つの共同浴場のうち、7箇所の訪問と1箇所の入浴で、景品（オリジナル限定クリアファイル）が進呈された。

### 温泉むすめトークイベントin飯坂vol.1
2019年9月14日(土)に開催された声優トークイベント。会場は、吉川屋。
出演は飯坂真尋役の吉岡茉祐と雲仙伊乃里役の奥野香耶。ゲストに福島市長も登壇し、特別観光大使に任命された。
イベント開催に合わせて、温泉街の商店や日帰り入浴などの割引が受けられる特別セールを同時開催した。

### クラウドファンディング「飯坂真尋ちゃん音頭」
温泉街に新たな賑わいを創出することを目的に「真尋ちゃん音頭」の作詞／作曲と音源化を目指すクラウドファンディング。2020年2月25日から4月24日にかけて実施され、287人から総額3,596,500円の資金が寄せられた。クラウドファンディングの資金を活用して、福島交通飯坂線「飯坂温泉駅」ホームに真尋ちゃんの掲示板が設置されたほか、浴衣バージョンのイラストやラッピング自転車も制作された。

### 飯坂温泉てくてくブック
飯坂温泉の各所に設置された石柱を拓本して巡る「てくてくブック」の景品に、真尋ちゃんオリジナルクリアファイルを追加した。

### よらんしょ情報館 真尋ちゃん神社
福島交通飯坂線の飯坂温泉駅駅舎に併設されている、真尋ちゃんを祀った神社。初お披露目は、2021年4月27日。元は福島信用金庫のATMとして利用されていた施設を改装したもの。

### 帰ってきた熱湯スタンプラリー
スタンプラリー企画の第二弾。開催期間は、2021年6月1日（火）～11月30日（火）。
温泉街の9か所の公衆浴場から2カ所、飲食店や食料品などを扱う店など32軒の加盟店の中から1カ所の、合計3カ所を巡ってスタンプを集めると、先着500名限定で「温泉むすめ」のキャラクター・飯坂真尋のオリジナルうちわがもらえる。

### 温泉むすめトークイベントin飯坂vol.2
2021年9月18日（土）に開催された、声優トークイベントの第二弾。会場は、パルセいいざか。
出演は飯坂真尋役の吉岡茉祐、草津結衣奈役の高田憂希、いわきあろは役の大坪由佳の３名。
イベントは二部制で、第一部は朗読劇、第二部は「真尋ちゃん音頭」のお披露目会を中心に展開した。

### 第1回真尋ちゃん総選挙
2021年12月時点のキャラクターイラストの人気投票。投票受付期間は2021年12月27日（月）〜2022年2月13日（日）。
総選挙の企画提案から運営まで福島学院大学情報ビジネス学科の学生たちが手がけ、投票は「等身大」「3頭身」「2頭身」の3部門に分けて実施。真尋ちゃんの誕生日となる、2022年2月14日に飯坂温泉公式Twitterにて結果が発表された。
| 部門       | 受賞イラスト     | イラストの提携先 |
| ---------- | ---------------- | ---------------- |
| 等身大部門 | 茶摘み真尋ちゃん | 寿楽園茶舗       |
| 3頭身部門  | 扇風機真尋ちゃん | ほりえや旅館     |
| 2頭身部門  | 茶摘み真尋ちゃん | 寿楽園茶舗       |

### 温泉むすめトークイベントin飯坂vol.3
2022年9月11日（土）に開催された、声優トークイベントの第三弾。会場はパルセいいざか。
出演は飯坂真尋役の吉岡茉祐、道後泉海役の篠田みなみ、塩原八弥役の澤田美晴、三朝歌蓮役の山根 綺の4名。MCは天津 向。
飯坂温泉では初のミニライブスタイルで開催された。

## MahiroTimes
MahiroTimesは、飯坂真尋ちゃんプロジェクト実行委員会が不定期に発行する情報誌。企画・デザイン制作は、福島学院大学短期大学部情報ビジネス学科が担当。
| 号数   | 発行日         | タイトル                                      |
| ------ | -------------- | --------------------------------------------- |
| 創刊号 | 2019年9月14日  | 声優トークイベントvol.１開催記念号            |
| 第2号  | 2020年2月14日  | 飯坂真尋ちゃん生誕記念号                      |
| 第3号  | 2020年8月      | クラウドファンディング御礼号                  |
| 第4号  | 2021年2月14日  | 飯坂真尋ちゃん生誕記念号                      |
| 第5号  | 2021年9月18日  | 声優トークイベントvol.2開催記念号             |
| 第6号  | 2022年9月11日  | ミニライブVol.1&トークイベントvol.3開催記念号 |
| 第7号  | 2023年9月16日  | ミニライブVol.2&トークイベントvol.4開催記念号 |
| 第8号  | 2024年10月27日 | ミニライブVol.3&トークイベントvol.5開催記念号 |

## 真尋ちゃん音頭
クラウドファンディングで寄せられた資金で制作された楽曲。振り付け動画がYoutubeで公開されている。
作詞：エンバウンド / 作曲：澤田勝仁 / 唄：飯坂真尋(cv.吉岡茉祐)

## 地元大学との連携
飯坂真尋ちゃんプロジェクト実行委員会に、福島学院大学短期大学部情報ビジネス学科の学生と教員が参画している。オリジナルグッズのデザイン制作や、イベントの企画などで中心的な役割を担うなど、プロジェクトに欠かせない存在になっている。